# Fildelning

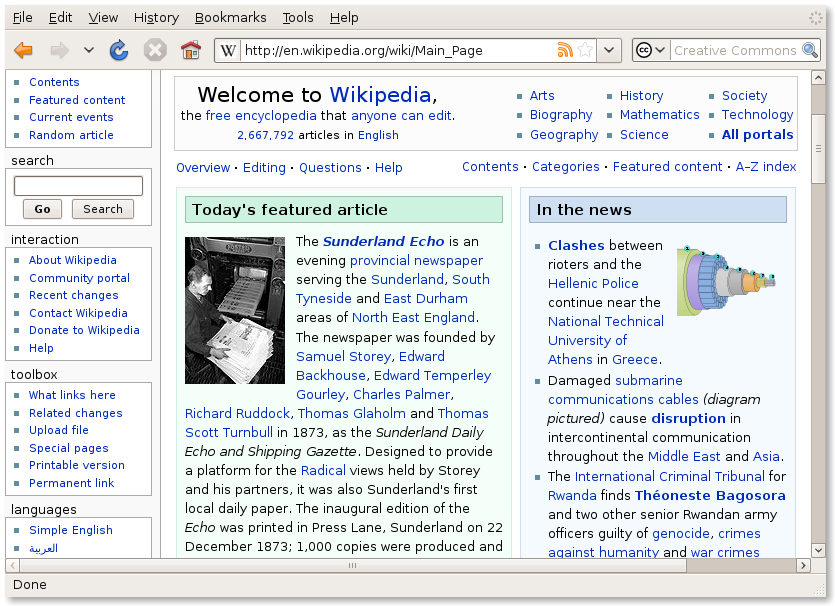
Mozilla Firefox är, precis som Internet Explorer och andra webbläsare, i princip ett fildelningsprogram som används för att hämta och visa filer från olika webbservrar. Webben är ett fildelningsnätverk med klient-server-struktur.

Fildelning är en teknisk lösning för att tillgängliggöra eller nå filer för kopiering mellan datorer och liknande enheter över datornätverk, till exempel Internet.
Illegal fildelning avser oftast tillgängliggörande och kopiering av upphovsrättsskyddat material utan upphovsrättsinnehavarens tillstånd.

## Teknisk lösning
Fildelning har länge använts på till exempel kontor för att dela filer och resurser (skrivare, fax, etc) mellan anslutna datorer över nätverk. I allmänhet brukar man tala om fildelning när en användare enkelt kan markera en fil så att andra användare kan redigera eller ladda ner en kopia av filen.
Man använder olika protokoll för detta. Vanligt förekommande är AFP, FTP, SMB, HTTP, NFS, AFS. Ett protokoll som på senare tid rönt stor popularitet är BitTorrent, som tack vare dess decentraliserade struktur dels gör det möjligt att snabbt sprida stora filer utan att belasta någon enskild värddator, och dessutom gör det svårt att avgöra varifrån filen egentligen kommer. Det sista ses som en stor fördel av många fildelare då spridningen i en del av fallen sker utan upphovsmannens tillstånd.

### Program och tjänster för fildelning
Huvudartikel: Fildelningsprogram
Några program och protokoll som används för fildelning är:
- BBS - på 1980-talet och tidigt 1990-tal delades filer, även piratkopierat material, ofta via modem och privatpersoners BBS-server.
- FTP är en metod för filöverföring som har använts för att dela ut filer sedan Internets barndom. FTP fanns innan Internet. Vid mitten av 1990-talet blev FTP åtkomligt för en större allmänhet, och även innan webben fanns. På den tiden var nätet betydligt resurssvagare än idag, så de filer som delades ut var mestadels textfiler och ibland stillbilder. Musik och filmer var det då inte tal om att dela ut, eftersom dåtidens datorer inte orkade med sådant. Vid den här tidpunkten var MP3 och till exempel divx ännu inte uppfunnet vilket gjorde att musikfiler och videofiler tog upp mycket plats. MP3 började dyka upp på FTP servers ca 1997 och divx video ca 1999.
- Napster var det första av allmänheten välkända sättet att fildela. 2001 stängdes det, efter stämningar från flera skivbolag. Det har nu startat på nytt men är idag en betaltjänst.
- Kazaa är ett av de många kända fildelningsprogrammen. Det har dock blivit impopulärt då många filer som delas med det innehåller virus eller inte fungerar.
- Direct Connect är ett annat känt fildelningsprogram. Med Direct Connect loggar användarna in på hubbar som förmedlar kontakter mellan de enskilda datorerna anslutna till hubben.
- BitTorrent är ett protokoll som används för fildelning. En av världens största trackers, The Pirate Bay, låg i Sverige och blev allmänt känd i landet genom mediauppbådet i samband med rättegången mot The Pirate Bay. The Pirate Bay:s tracker har varit nerlagd men är uppe igen.[1] BitTorrent används även som ett alternativt spridningssätt för Linuxdistributioner, uppdateringar till MMORPG-spel såsom World of Warcraft och Warhammer Online, samt för många andra ändamål där stora mängder data behöver delas ut till många enheter.
- Spotify och Itunes är kommersiella tjänster som erbjuder streamad musik, samt möjlighet till köp av låtar för nedladdning. Musiken kan spelas i den officiella klienten, men det finns även fri mjukvara som erbjuder samma funktionalitet, till exempel despotify.

Två olika strategier finns för fildelningsystem: klient-server-struktur och peer-to-peer ("från jämlik part till jämlik part"), ofta benämnt P2P-nätverk.

#### Klient-server-struktur
Huvudartikel: Klient-server
I ett fildelningsnätverk med klient/server-struktur finns en central värddator, server, som betjänar klienterna genom att låta dem lagra och/eller hämta filer. FTP, HTTP, SMTP och Napster har denna struktur.
Dessa har två stora nackdelar:
1. Kapacitet. Värd-datorn måste vara dimensionerad för att kunna lagra och överföra alla filerna. Om fildelningstjänsten är populär, så ställer det stora krav på investeringar i utrustning och bandbredd.
2. Sårbarhet. Om den centrala värddatorn går ner, går det inte längre att komma åt fildelningstjänsten längre. Både enstaka webbservrar, och hela Napsternätverket, har tagits ner till följd av juridiska åtgärder!

#### P2P-nätverk (peer to peer)
Huvudartikel: P2P-nätverk
I ett P2P-nätverk överförs filer mellan deltagare, som varken har rollen värddator eller klientdator. Detta gör att det inte finns någon central part som kan stämmas eller åtalas. Kostnaden för datorutrustning och nätverksanslutning delas mellan deltagarna.
Ett exempel på ett rent P2P-nätverk är Gnutella.
Bittorrent-protokollet är P2P, när det gäller själva filöverföringen. För att samordna och hitta de andra parterna, använder Bittorrent dock centrala servrar, så kallade tracker-servrar.
Vissa modernare bittorrent-klienter kan dock hitta varandra utan hjälp av trackers.
Denna teknik kallas DHT.

## Tillgänglighet och utbredning

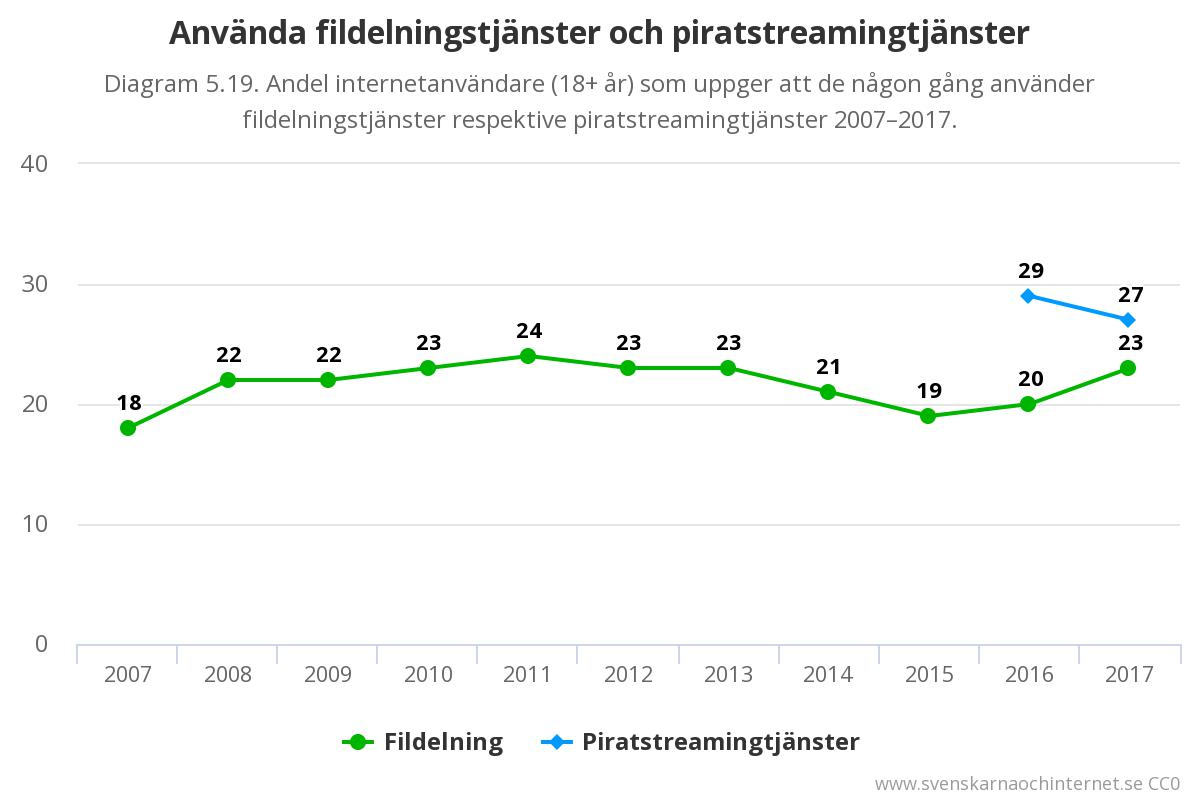
Andel svenska internetanvändare som uppgett att de någon gång använt fildelningstjänster respektive piratstreamingtjänster 2007–2017.

Fildelningsnätverk har snabbt fått stor spridning eftersom de ger många människor tillgång till enorma mängder information. En stor andel av den information som fildelas är upphovsrättsskyddat material som görs tillgängligt utan att upphovsrättsägaren kan kontrollera den eller kräva betalning, så kallad piratkopiering. I Sverige fanns det 2006 1,3 miljoner fildelare, enligt SCB. Enligt en undersökning gjord 2017 av Internetstiftelsen i Sverige så använde sig 23 procent av de svenska internetanvändarna av fildelningstjänster och 27 procent av piratstreamingtjänster. Siffran för fildelning har legat på ungefär samma nivå åren 2007–2017, mellan 18 och 24 procent. Undersökningen visade att det framför allt är unga män som fildelar. 60 procent av de 16–35-åriga männen hade någon gång använt fildelningstjänster, vilket kan jämföras med hälften så många, 30 procent av kvinnorna i samma ålder, som hade använt dem. 2023, i en undersökning av IFPI med 43 000 personer i 26 länder, uppgav nästan en tredjedel att de lyssnar på musik illegalt och att det var vanligast i åldersgruppen 16–24 år.
Med ökad kapacitet på Internet blir det enklare och billigare att dela, hitta och ladda ner film, tv-program, musik, böcker, datorspel och mjukvara, och många talar om att detta i slutändan kommer att leda till att information i allmänhet blir gratis.

## Debatt
I svensk media diskuteras fildelning mest i debatten om piratkopiering. Den illegala fildelningen är i dag mycket omdebatterad. Debattens huvudaktörer utgörs av branschorganisationen Svenska Antipiratbyrån samt den upphovsrättskritiska tankesmedjan Piratbyrån och det upphovsrättskritiska Piratpartiet. 
Svenska Antipiratbyråns motsvarighet i USA, där de allra största film- och skivbolagen är belägna, är RIAA (Record Industry Association of America) och MPAA (Motion Pictures Association of America). Dessa är intresseorganisationer som motarbetar fildelningstjänster och enskilda användare som har gjort upphovsrättsskyddat material tillgängligt för andra via internet.

## Olovlig fildelning

### Ekonomiska effekter

#### Musik
Det finns många skilda uppfattningar om huruvida fildelning skadar artister. Försäljningen av fonogram har minskat i Sverige under perioden 2002-2006, men samtidigt har antalet bokningar till livekonserter och festivaler kraftigt ökat. Per Sundin, VD för Universal i Sverige och tidigare VD för Sony BMG, sade i en intervju 2011 att fildelningen inte drabbade de stora skivbolagen utan bara de små. Statistik visar att de som fildelar illegalt också är de som helst betalar för musik på nätet.
Många artister har också använt fildelningsteknik för att antingen sälja eller marknadsföra sin musik.
Bandet Radiohead släppte under 2007 sin skiva In Rainbows gratis på nätet, och lät lyssnarna själva bestämma om de skulle betala för skivan och i så fall hur mycket. Under första lanseringsdagen fick bandet enligt bedömare in cirka £4,8 miljoner, vilket var motsvarande cirka 62 miljoner svenska kronor. Pengarna gick oavkortat till bandet, utan mellanhänder. I februari 2013 säger dock Radioheads frontperson Thom Yorke till The Guardian att försöket med att släppa In Rainbows med fildelningsteknik främst spelade techbolag som Google och Apple i händerna. 

### Lag och rätt

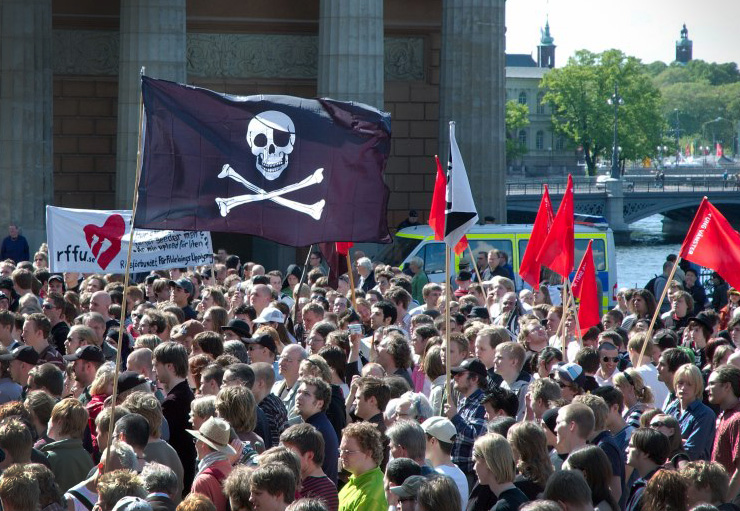
Demonstration i Stockholm till stöd för fildelning, 2006.

- Fildelning som sådan är inte olaglig. En fil är olaglig att fildela om den är skyddad av upphovsrätten och upphovsrättsinnehavaren motsätter sig fri spridning.
- Upphovsmannen kan uttryckligen tillåta spridning av sitt verk genom att licensiera materialet med en fri licens. Exempel på sådana licenser är Creative Commons, GFDL och GPL.
- I Sverige har man rätt att kopiera visst upphovsrättskyddat material för privat bruk, familj eller vänner. Om man köpt en DVD eller CD har man rätt att kopiera den för eget bruk och till familj och bekanta utan tillåtelse från rättighetshavaren. Det gäller inte för datorprogram eller för hela böcker. För denna rätt betalar man en kassettavgift på tomma skrivbara media (exempelvis kassettband, brännbara cd-skivor och externa hårddiskar), som sedan fördelas mellan upphovsrättsinnehavare.[11]
- Man får inte behålla material som vem som helst lagt ut på nätet, utan att först veta att det är godkänt av rättighetshavaren, men det är alltid tillåtet att titta och lyssna på materialet utan tillstånd samt framställa de kopior som är nödvändiga för detta (tillfälliga kopior).[12]

Se upphovsrättsfrågan för den politiska debatten om fildelning.

#### Domstolsavgöranden i Sverige
2005 dömdes en man bosatt i Västerås till 16 000 kronor i böter för att ha delat ut filmen Hip hip hora! via DC++ och därmed enligt 46 § och 53 § Upphovsrättslagen (1960:729) gjort intrång i målsäganden,  Filmlances, rättigheter. Mannens advokat kritiserade Västmanlands tingsrätt för att de tillåtit en skärmdump utgöra en del av bevisningen. Piratbyrån skapade den ironiska bevismaskinen/ Bevismaskinen för att understryka hur illa en skärmdump fungerar som bevis. Mannen friades i Svea hovrätt 2006. Rätten menade att den tekniska bevisningen inte räckte.
Fram till år 2008 har åtminstone tre personer i Sverige dömts till dagsböter mellan 16 000 och 20 000 kronor för att ha delat ut filmer eller musik på nätet.
I ett domstolsmål mot trackersajten Pirate Bay, avgjort av Stockholms tingsrätt 2009 och Svea hovrätt 2010, ledde båda rättegångsprövningarna till fällande domar mot de ansvariga för The Pirate Bay, nämligen fängelsestraff och kraftigt solidariskt skadestånd till de musik-, film- och skivbolag som var målsägande.